# Acetoxygruppe

Acetoxygruppe (blau) in Essigsäuremethylester (links) und Essigsäureanhydrid (rechts).

Die Acetoxygruppe, abgekürzt AcO oder OAc, ist eine funktionelle Gruppe, die sich von der Essigsäure ableitet (siehe Abbildung). Sie unterscheidet sich von der Acetylgruppe CH3-C(=O)- (Ac) durch ein zusätzliches Sauerstoffatom. Die Oxidation von Ethanol liefert über das Zwischenprodukt Acetaldehyd Essigsäure, in der an den Acetoxyrest ein Wasserstoffatom gebunden ist. Bei der Acetylierung von Alkoholen oder Phenolen mit Acetylchlorid in Gegenwart einer Base bilden sich Ester der Essigsäure, die einen Acetoxyrest enthalten, an den ein Alkyl- oder Aryl-Rest gebunden ist. Der Name Acetoxy ist eine Verkürzung der Bezeichnung Acetyl-Oxy.

## Acetoxylierung
Als Acetoxylierung wird in der organischen Chemie die Anlagerung einer Acetoxygruppe bezeichnet.

## Verwandte funktionelle Gruppen
Eine Gruppe, die statt einem Brückensauerstoff eine Peroxygruppe enthält, heißt Acetylperoxygruppe (OOAc), wird der Brückensauerstoff außen vor gelassen, heißt die entsprechende Gruppe Acetylgruppe (Ac).